# Jon Dahl Tomasson
Jon Dahl Tomasson (phát âm tiếng Đan Mạch: [ˈtsʰomæsʌn]; sinh ngày 29 tháng 8 năm 1976) là huấn luyện viên và cựu cầu thủ bóng đá người Đan Mạch.
Thời còn thi đấu, Tomasson được biết đến với khả năng chọn vị trí của mình và những pha dứt điểm chuẩn xác khi chơi ở vị trí tiền đạo dù cho tốc độ lẫn sức mạnh của anh đều không quá nổi bật. Những danh hiệu lớn mà Tomasson có được trong suốt sự nghiệp thi đấu của mình gồm có chức vô địch UEFA vào năm 2002 ở mùa bóng cuối cùng anh thi đấu cho Feyenoord và chức vô địch UEFA Champions League anh giành được cùng với AC Milan vào năm 2003, Tomasson cũng một lần nữa cùng với AC Milan bước vào trận chung kết UEFA Champions League vào năm 2005 nhưng lại thất bại trước Liverpool. Anh cũng hai lần được vinh danh là cầu thủ xuất sắc nhất năm của Đan Mạch vào các năm 2002 và 2004.

## Sự nghiệp câu lạc bộ

### Khởi đầu sự nghiệp
Sinh ra ở Copenhagen, anh là con trai của hai vợ chồng Bjarne Tomasson và Leila Dahl Petersen. Tomasson bắt đầu chơi bóng từ năm 5 tuổi trong đội trẻ của Solrød BK, câu lạc bộ này tọa lạc gần thành phố Køge. Vào năm 9 tuổi, anh chuyển đến câu lạc bộ lớn nhất vùng là Køge BK. Vào tháng 11 năm 1992, Tomasson có trận ra mắt chính thức đầu tiên cho câu lạc bộ của mình vào năm 16 tuổi. Ở hai năm tiếp theo sau đó, anh đã giúp Køge BK thăng hạng hai lần: cuối mùa giải năm 1993, khi Køge BK từ giải hạng tư Denmark Series thăng lên giải bóng đá hạng nhì Đan Mạch; và vào cuối mùa giải năm 1994, khi Køge BK được thăng lên giải hạng nhất.

### Heerenveen
Vào tháng 12 năm 1982, Tomasson đồng ý gia nhập câu lạc bộ Heerenveen thuộc giải giải bóng đá vô địch quốc gia Hà Lan. Khi bắt đầu được đá chính vào mùa mùa bóng 1995-1996, Tomasson trở thành cầu thủ ghi bàn nhiều nhất cho câu lạc bộ khi anh ghi 14 bàn trong 30 lần được ra sân thi đấu của mình ở giải quốc nội. Và thành tích ghi bàn này của anh được giữ vững ở mùa mùa 1996-1997 khi anh nâng cao thành tích ghi bàn của mình lên 18 bàn và tiếp tục nắm giữ danh hiệu cầu thủ ghi bàn nhiều nhất cho Heerenveen. Thêm vào đó, anh còn giành được giải thưởng tài năng bóng đá Hà Lan của năm vào năm 1996 khi vượt qua những đối thủ nặng ký khác như Boudewijn Zenden và Patrick Kluivert.

### Newcastle United
Thành công của anh ở câu lạc bộ Heerenveen đã khiến cho nhiều câu lạc bộ khác để mắt đến anh và Tomasson đã quyết định chuyển đến giải bóng đá Ngoại hạng Anh đầu quân cho câu lạc bộ Newcastle United vào tháng 7 năm 1997, lúc đó Kenny Dalglish đang là huấn luyện viên trưởng của đội bóng này. Dalglish nhận ra Tomasson là một cầu thủ có sự liên kết hoàn hảo với tiền đạo đội tuyển Anh là Alan Shearer. Sự hợp tác giữa hai người trên hàng công ban đầu rất tốt, Tomasson đã thể hiện rất xuất sắc trong giải đấu giao hữu tiền mùa giải ở Cộng hòa Ireland. Tuy vậy, Shearer đối mặt với chấn thương và phải vắng mặt trong một khoảng thời gian, cùng với đó là vụ chuyển nhượng đầy tranh cãi của tiền đạo nổi tiếng Les Ferdinand đến Tottenham Hotspur. Chính những sự thay đổi bất ngờ này mà Tomasson phải từ bỏ vị trí tiền vệ tấn công sở trường của mình và chuyển qua vị trí tiền đạo. Anh gặp khó khăn trong việc thích nghi với vị trí mới do môi trường giải ngoại hạng Anh là giải đấu đòi hỏi sức mạnh và thế lực nhưng Tomasson lại không có điều đó.. Anh chỉ ghi được 4 bàn trong 35 lần ra sân ở mọi giải đấu và mùa giải 97-98 năm đó, Newcastle chỉ đứng ở hạng thứ 13 ngay sau khi họ kết thúc ở vị trí thứ hai vào mùa giải năm ngoái.

### Feyenoord
Tomasson trở về Hà Lan vào tháng 7 năm 1998 và gia nhập Feyenoord, một lần nữa anh quay trở về vị trí tiền vệ tấn công quen thuộc của mình. Câu lạc bộ sau đó giành chức vô địch giải quốc nội Hà Lan vào mùa bóng 1998-1999 và cùng với đó là siêu cúp Hà Lan. Mặc dù Feyenoord không thể lặp lại thành tích trên trong những năm tiếp theo, nhưng họ vẫn thi đấu tốt và giành lấy vị trí thứ ba vào mùa bóng 1999-2000 và vị trí thứ hai vào mùa bóng 2000-01 và vị trí thứ ba một lần nữa vào năm 2001-02. Trong mỗi mùa giải, Tomasson đã ghi được rất nhiều bàn thắng, và vinh dự trở thành cầu thủ ghi bàn hàng đầu của Feyenoord mùa 2000-01 với 15 bàn thắng ở giải quốc nội Hà Lan. Tiếp đó là 17 bàn thắng vào mùa 2001-02, khi anh trở thành đối tác ăn ý với tiền đạo Pierre van Hooijdonk, người trở thành cầu thủ ghi nhiều bàn thắng nhất của giải quốc nội Hà Lan với 24 bàn thắng.
Năm 2002, Tomasson trở thành cầu thủ không thể thiếu trong đội hình giành chiếc cúp quốc tế sau 26 năm của Feyenoord.

## Đời tư
Tomasson sống ở Hà Lan. Anh có hai đứa con trai, Luca (sinh năm 2008) và Liam (sinh năm 2012), với người vợ Đan Mạch Line Dahl Kongeskov Tomasson. Tomasson là người Đan Mạch gốc Phần Lan và Iceland.